# دووری (ناحیه پراخاتیتسه)
دووری (به چکی: Dvory) یک منطقهٔ مسکونی در جمهوری چک است که در ناحیه پراخاتیتسه واقع شده‌است. دووری ۳٫۳۳ کیلومتر مربع مساحت و ۶۷ نفر جمعیت دارد و ۶۲۱ متر بالاتر از سطح دریا واقع شده‌است.